# La diosa coronada
La diosa coronada é uma telenovela estadunidense-colombiana exibida produzida pela RTI Producciones pela Telemundo e Caracol Televisión entre 26 de julho e 7 de setembro de 2010

## Elenco
- Carolina Guerra - Raquel Santamaria Cruz "La Diosa Coronada"
- Arap Bethke - Genaro Castilblanco
- Jonathan Islas - Kevin Avarado
- Carolina Gaitán - Valeria
- Margarita Reyes - Kathya
- Valentina Lizcano - Adelaida Páez
- Angeline Moncayo - Zulma
- Pedro Falla - Capitán Castro
- John Mario Izquierdo - Guzmán
- Rodolfo Valdés - Darío
- Carlos Camacho - Roger
- Luces Velásquez - Doña Matilde Cruz
- Katherine Porto - Norida Beltrán
- Alberto Palacio
- Giovanni Galindo - Ernesto "Siniestro"
- Nicole Santamaría
- Adriana Lopez - Priscila